# Skovgaard Museet
Skovgaard Museet er et kunstmuseum i Viborg, der er indrettet i byens gamle rådhus.
Det har eksisteret siden 1937, da byrådet i Viborg besluttede at hædre skaberen af al fresco-malerierne i Viborg Domkirke, Joakim Skovgaard, ved at oprette et museum for ham, hans familie, og for de andre kunstnere, som medvirkede ved udsmykningen af Viborg Domkirke. Museet blev oprettet på grundlag af en kunstsamling doneret af Skovgaard-familien. I dag vises museets samlinger i byens gamle rådhus fra 1728 bygget af Claus Stallknecht beliggende lige ved siden af Viborg Domkirke. Her finder man portrætter og landskaber fra den danske guldalder og tiden efter. Man finder også en samling kunsthåndværk fra omkring 1900.

## Samlingen
Samlingen strækker sig tidsmæssigt fra P.C. Skovgaards guldalderlandskaber til hans børn: Joakim, Niels og Susette Skovgaards værker med motiver hentet i naturen såvel som i kristendommen, folkevisen og den nordiske mytologi. Også de yngre generationer af Skovgaard-familien er repræsenteret. Skovgaard-familien og deres samtidige dækker et alsidigt spektrum indenfor maleri, tegning, grafik og keramik.

## Andre kunstnere i Skovgaard Museets samling
Der findes henholdsvis malerier, grafiske arbejder og keramik af følgende kunstnere: Mogens Ballin, Thorvald Bindesbøll, H.V. Bissen, H.A. Brendekilde, Mogens Bøggild, Poul S. Christiansen, Janus la Cour, Ludvig Find, Hermann Ernst Freund, Lorenz Frølich, Constantin Hansen, Peter Hansen, Georg Hilker, Sofie Holten, Luplau Janssen, August Jerndorff, Svend Jespersen, Aksel Jørgensen, Johanne Krebs, Christen Købke, Niels Larsen Stevns, Arne Lofthus, C.A. Lorentzen, J. Th. Lundbye, Marie Luplau, Viggo Madsen, Thorvald Niss, R. Rud-Petersen, Stefan Viggo Pedersen, Viggo Pedersen, Vilhelm Pedersen, Theodor Philipsen, Elof Risebye, Axel Salto, Harald Slott-Møller, Fritz Syberg, Gertrud Vasegaard, Agnete Varming, Frederik Vermehren.

## Særudstillinger
Året rundt viser museet særudstillinger og lægger nye vinkler på den danske kunst. Museet formidler Joakim Skovgaards billeder i Viborg Domkirke i særdeleshed.

## Galleri
- P.C. Skovgaard, Bøgeskov i maj. Motiv fra Iselingen, Statens Museum for Kunst
- Joakim Skovgaard, Kristus i de dødes rige, Statens Museum for Kunst
- Niels Skovgaard, Grundtvig, Vartov, København